# Seleção Etíope de Futebol
A Seleção Etíope de Futebol representa a Etiópia nas competições de futebol da FIFA. É filiada à FIFA, à CAF e à CECAFA.
Foi junto de Egito e Sudão uma das três primeiras seleções a participar da primeira edição do Campeonato Africano das Nações, em 1957.
Até 1963, era uma das Seleções mais fortes da África, mas o boicote promovido pelas outras equipes do continente em protesto ao número de vagas oferecidos pela FIFA durante as Eliminatórias da Copa de 1966 enfraqueceu a Etiópia, que até 1982 não disputava a CAN (se classificou para a edição de 2013, mas acabou eliminada na primeira fase, com um ponto ganho no grupo C), e que nunca atuou em Copas do Mundo em sua história.
Durante as eliminatórias para a Copa de 2010, a Federação Etíope de Futebol acabou suspensa pelo comitê de urgência da FIFA por não cumprir as exigências propostas para melhorar a situação (o órgão considerou a saída dos antigos dirigentes ilegal) - uma assembleia geral fora convocada para resolver a questão, mas não aconteceu. A Etiópia, que estava com Marrocos, Mauritânia e Ruanda, teve todos seus resultados anulados. Porém, com a eleição dos novos integrantes, a FIFA cancelou a punição.

## História antiga
A Etiópia tem uma longa tradição futebolística e esteve entre os pioneiros da competição internacional na África, jogando sua primeira partida internacional em 1947, derrotando a Somália Francesa por 5-0. A EFF ingressou na FIFA em 1952, e foi um dos fundadores da Confederação Africana de Futebol em 1957. A equipe participou da inaugural Copa das Nações Africanas em 1957, onde terminou em segundo. Em 1959, a Etiópia entrou nas eliminatórias da Copa do Mundo de 1962 pela primeira vez e enfrentou Israel na segunda rodada depois de um tchau. A equipe perdeu os dois jogos; e com uma pontuação agregada de 2-4 foi eliminada da competição.[carece de fontes?]
A equipe venceu o torneio africano em casa, em 1962. Nove países participaram da competição, incluindo o atual campeão, a República Árabe Unida, o que significa, pela primeira vez, que um torneio de qualificação seria necessário. Como nos torneios anteriores, as finais incluíam apenas quatro equipes. A República Árabe Unida, na qualidade de detentores, e a Etiópia, como anfitriões, qualificaram-se automaticamente, cada um precisando de apenas um jogo para chegar à final. A Etiópia venceu o torneio pela primeira vez após prolongamento na final contra a República Árabe Unida. Mengistu Worku e Badawi Abdel Fattah foram os dois melhores marcadores, ambos com três gols cada, mas o prêmio em si foi dado a Worku porque sua equipe havia conquistado o título. Este foi o maior feito já alcançado pela seleção da Etiópia, e o único título da Copa Africana de Nações que já conquistou. Luciano Vassalo era o capitão da equipe, e o treinador foi Ydnekatchew Tessema.

## Desempenho em Competições

### Copa do Mundo
- 1930 a 1958 - Não disputou - em 1958, a FIFA negou sua inscrição
- 1962 - Não se classificou
- 1966 - Desistiu
- 1970 a 1986 - Não se classificou
- 1990 - Não disputou
- 1994 - Não se classificou
- 1998 - Não disputou
- 2002 - Não se classificou
- 2006 - Não se classificou
- 2010 - Desclassificado durante as Eliminatórias
- 2014 a 2022 - Não se classificou

### Campeonato Africano das Nações
- 1957 - Vice-campeões
- 1959 - Terceiro lugar
- 1962 - Campeões
- 1963 - Quarto lugar
- 1965 - Primeira fase
- 1968 - Quarto lugar
- 1970 - Primeira fase
- 1972 a 1974 - Não se classificou
- 1976 - Primeira fase
- 1978 a 1980 - Não se classificou
- 1982 - Primeira fase
- 1984 - Não se classificou
- 1986 - Desistiu
- 1988 - Desistiu durante as Eliminatórias
- 1990 - Não se classificou
- 1992 - Desistiu durante as Eliminatórias
- 1994 a 1998 - Não se classificou
- 2000 - Não se classificou
- 2002 a 2008 - Não se classificou
- 2010 - Desclassificado
- 2012 - Não se classificou
- 2013 - Primeira fase
- 2015 a 2019 - Não se classificou
- 2021 - Fase de grupos

## Títulos
| CONTINENTAIS | CONTINENTAIS                   | CONTINENTAIS | CONTINENTAIS            |
|              | Competição                     | Vezes        | Ano                     |
| ------------ | ------------------------------ | ------------ | ----------------------- |
|              | Campeonato Africano das Nações | 1            | 1962                    |
|              | Copa CECAFA                    | 4            | 1987, 2001, 2004 e 2005 |

## Lista de Técnicos
- Edward Virvilis (1950–1954)
- Jiri Starosta (1959)
- Slavko Milošević (1961)
- Ydnekatchew Tessema (1962)
- Slavko Milošević (1962)
- Szűcs Ferenc (1968–1969)
- Luciano Vassalo (1969–1970)
- Peter Schnittger (1974–1976)
- Mengistu Worku (1977–1978)
- Mengistu Worku (1980[11]–1982, 1987)
- Klaus Ebbinghausen (1989)
- Kassahun Teka (1992–1993)
- Gebregiorgis Getahun (1993)
- Kassahun Teka (1994–1995)
- Seyoum Abate (1996)
- Oko Idiba (1997)[12]
- Seyoum Abate (1998[13]–2000)
- Asrat Haile (2001)
- Jochen Figge (Agosto de 2002 – Maio de 2003)[14]
- Asrat Haile (Maio de 2003 – Setembro de 2003)[15]
- Seyoum Kebede (Setembro de 2003 – Outubro de 2003)
- Asrat Haile (Novembro de 2003 – Dezembro de 2004, interino)[16]
- Sewnet Bishaw (2004 – Setembro de 2006)
- Seyoum Abate (Outubro de 2006)
- Diego Garzitto (Novembro de 2006 – Fevereiro de 2007)
- Tesfaye Fetene (Abril de 2007)
- Tsegaye Desta (Junho de 2007)
- Abraham Teklehaymanot (Abril de 2008[17] – 2010)
- Iffy Onuora (Julho de 2010 – Abril de 2011) [18]
- Tom Saintfiet (Maio de 2011 – Outubro de 2011) [19]
- Sewnet Bishaw (Novembro de 2011 – Janeiro de 2014)
- Mariano Barreto (2014–2015)
- Yohannes Sahle (2015–2016)
- Gebremedhin Haile (Maio de 2016 – Outubro de 2016)
- Ashenafi Bekele (Fevereiro de 2017 – Dezembro de 2017)
- Abraham Mebratu (Desde julho de 2018)